# Mỹ Lung
Mỹ Lung là một xã thuộc huyện Yên Lập, tỉnh Phú Thọ, Việt Nam.
Xã Mỹ Lung có diện tích 31,7 km², dân số năm 1999 là 3979 người, mật độ dân số đạt 126 người/km².